# Michael Guthörl
Michael Boris Guthörl (* 26. Januar 1999 in Accra) ist ein deutsch-ghanaischer Fußballspieler, der seit Januar 2023 beim TSV Steinbach Haiger unter Vertrag steht.

## Karriere
Guthörl spielte in der Saison 2015/16 insgesamt dreimal für die U19-Mannschaft des 1. FC Saarbrücken in der A-Junioren-Bundesliga. Am 1. Juli 2016 wechselte er zu Reservemannschaft der SpVgg Greuther Fürth. In der Saison 2016/17 spielte er mehrmals für die U-19-Mannschaft in der A-Junioren-Bundesliga. Am 34. Spieltag der Regionalliga Bayern, dem 20. Mai 2017, spielte er sein erstes Spiel für die Reservemannschaft gegen den FV Illertissen, das 0:1 verloren wurde. In der Saison 2017/18 wurde er nicht weiter in der Reservemannschaft berücksichtigt, da er Kapitän der U19-Mannschaft wurde. Deshalb stand er insgesamt 22 Mal auf dem Platz in der A-Junioren-Bundesliga und erzielte wie in der vorherigen Saison drei Treffer in dieser Jugendliga. In der Saison 2018/19 wurde er wieder in der Reservemannschaft berücksichtigt und bestritt 30 Spiele in der Regionalliga Bayern, vier davon als Kapitän. Am 1. Juli 2019 wechselte er ablösefrei zum SV Wehen Wiesbaden. In der 1. Runde des DFB-Pokals, am 11. August 2019, wurde er in der 102. Minute für Nicklas Shipnoski eingewechselt und machte somit sein Debütspiel im DFB-Pokal für Wehen Wiesbaden. Das Spiel ging nach einem 2:2 in die Verlängerung und schließlich ins Elfmeterschießen, nachdem in der Verlängerung von jeder Mannschaft ein weiteres Tor geschossen wurde. Guthörl trat als Elfmeterschütze an, jedoch wurde sein Schuss gehalten. Wehen Wiesbaden verlor das Spiel schließlich mit 5:6 n. E. und schied somit aus dem DFB-Pokal aus. Am 6. Spieltag der 2. Fußball-Bundesliga, dem 13. September 2019, wurde Guthörl in der 85. Minute für Stefan Aigner eingewechselt. Das Spiel gegen seinen ehemaligen Verein Greuther Fürth verlor die Mannschaft mit 1:2. Im Sommer 2021 wechselte Guthörl zur zweiten Mannschaft TSG 1899 Hoffenheim in die Regionalliga Südwest. Dort absolvierte er insgesamt 21 Ligapartien und traf dabei ein Mal im Spiel gegen den FC 08 Homburg (3:3) am 4. Spieltag. Zur Saison 2022/23 schloss sich der Abwehrspieler dann dem Ligarivalen FC Rot-Weiß Koblenz an.
Zur Rückrunde der Saison 22/23 schloss sich der 1,80 Meter Mann dem TSV Steinbach Haiger an. Am 23. Januar 2025 verlängerte Guthörl sein Arbeitspapier.